# Nuno Delgado
Nuno Miguel Delgado (ur. 27 sierpnia 1976 w Santarém) – portugalski judoka.
Na Igrzyskach Olimpijskich w Sydney w 2000 zdobył brązowy medal w wadze półśredniej (ex aequo z Estończykiem Alekseiem Budõlinem). Do jego osiągnięć należą także dwa medale mistrzostw Europy: złoty (1999) i srebrny (2003). Sześciokrotnie był mistrzem Portugalii (1997, 1998, 1999, 2001, 2003, 2004).